# Liste der Weihbischöfe in Sandomierz
Die folgenden Personen waren Weihbischöfe in Sandomierz (Polen):
| Name                     | Zeit      | Amt                                     |
| ------------------------ | --------- | --------------------------------------- |
| Alexander Dobrzanski     | 1818–1831 |                                         |
| Paul Kubicki             | 1918–1944 | Titularbischof von Canatha              |
| Jan Kanty Lorek          | 1936–1946 | Titularbischof von Modra                |
| Franciszek Jop           | 1946–1952 | Titularbischof von Daulia               |
| Piotr Gołębiowski        | 1957–1968 | Titularerzbischof von Panium            |
| Walenty Wójcik           | 1960–1990 | Titularbischof von Baris in Hellesponto |
| Stanisław Adam Sygnet    | 1976–1985 | Titularbischof von Sufasar              |
| Adam Odzimek             | 1985–1992 | Titularbischof von Tadamata             |
| Marian Kazimierz Zimałek | 1987–2008 | Titularbischof von Isola                |
| Edward Frankowski        | 1992–2012 | Titularbischof von Tigamibena           |